# Yasin Ayari
Yasin Abbas Ayari (Solna, 6 ottobre 2003) è un calciatore svedese, centrocampista del Brighton e della nazionale svedese.

## Biografia
È nato a Solna, comune della contea di Stoccolma, da padre tunisino e madre nata in Svezia da genitori marocchini.
È fratello maggiore di Taha Ayari, centrocampista nato nel 2005 che ha iniziato anch'egli la propria carriera nell'AIK.

## Carriera

### Club
Cresciuto nel settore giovanile dell'AIK, ha esordito diciassettenne in prima squadra il 6 dicembre 2020 giocando addirittura titolare, in occasione dell'ultima giornata dell'Allsvenskan 2020 pareggiata per 2-2 sul campo dell'Elfsborg. Nel corso della stagione 2021 è entrato stabilmente a far parte della prima squadra, avendo collezionato 12 presenze in campionato di cui 3 da titolare. Il 2 aprile 2022 ha realizzato la sua prima rete in Allsvenskan, nella sconfitta esterna per 4-2 sull'Häcken valida per la prima giornata. Nel corso della stagione 2022 è entrato stabilmente a far parte dei titolari della squadra.
Diciannovenne, nel gennaio 2023 è stato acquistato dagli inglesi del Brighton militanti in Premier League, con cui ha firmato un contratto valido fino al giugno 2027.

### Nazionale
Ha rappresentato le nazionali giovanili svedesi Under-16, Under-19 e Under-21.
Nel gennaio 2023 ha giocato due amichevoli con la nazionale maggiore, in una rosa però sperimentale in quanto composta solo da giocatori svedesi militanti nei campionati nordici.
L'11 ottobre 2024 ha realizzato la sua prima rete con la massima selezione svedese nel pareggio esterno in Nations League contro la Slovacchia (2-2).

## Statistiche

### Presenze e reti nei club
Statistiche aggiornate al 17 luglio 2022.
| Stagione        | Squadra         | Campionato      | Campionato | Campionato | Coppe nazionali | Coppe nazionali | Coppe nazionali | Coppe continentali | Coppe continentali | Coppe continentali | Altre coppe | Altre coppe | Altre coppe | Totale | Totale |
| Stagione        | Squadra         | Comp            | Pres       | Reti       | Comp            | Pres            | Reti            | Comp               | Pres               | Reti               | Comp        | Pres        | Reti        | Pres   | Reti   |
| --------------- | --------------- | --------------- | ---------- | ---------- | --------------- | --------------- | --------------- | ------------------ | ------------------ | ------------------ | ----------- | ----------- | ----------- | ------ | ------ |
| 2020            | AIK             | A               | 1          | 0          |                 | -               | -               |                    | -                  | -                  |             | -           | -           | 1      | 0      |
| 2021            | AIK             | A               | 12         | 0          | CS+CS           | 1+1             | 0+1             |                    | -                  | -                  |             | -           | -           | 14     | 1      |
| 2022            | AIK             | A               | 12         | 1          | CS              | 4               | 0               |                    | -                  | -                  |             | -           | -           | 16     | 1      |
| Totale carriera | Totale carriera | Totale carriera | 25         | 1          |                 | 6               | 1               |                    | -                  | -                  |             | -           | -           | 31     | 2      |